# شهرستان مدوگ
شهرستان مِدوگ (به لاتین: Mêdog County) یک منطقهٔ مسکونی در چین است که در نینگچی واقع شده‌است. شهرستان مدوگ ۳۴٬۰۰۰ کیلومتر مربع مساحت و ۱۰٬۹۶۳ نفر جمعیت دارد و ۲٬۵۰۰ متر بالاتر از سطح دریا واقع شده‌است.